# Séisme de 2022 à Fukushima
Le Séisme de 2022 à Fukushima est un tremblement de terre de magnitude 7,3 survenu le 16 mars 2022, au large de la côte est du Japon, près de Fukushima

## Séisme
Dans le Nord-Est du Japon, le 16 mars 2022, à 23 h 36, heure locale, un séisme de magnitude 7,4 a causé la mort de trois personnes et fait plus de 180 blessés,.
Il a en outre provoqué le déraillement d'un shinkansen entre les gares de Fukushima et de Shiroishi-Zaō, sans conséquences humaines. 2,2 millions de foyer ont été momentanément privés d'électricité.
Les systèmes de refroidissement des piscines de conservation de matériaux radioactifs usagés se sont arrêtés pendant plusieurs heures dans deux centrales nucléaires de la préfecture de Fukushima ainsi que dans une centrale nucléaire de la préfecture de Miyagi.